# رمضان كريموف
رمضان كريموف (بالقازاقية: Рамазан Ерікұлы Кәрімов)‏ هو لاعب كرة قدم كازاخستاني في مركزي الهجوم، ولد في 5 يوليو 1999 في مدينة نور سلطان في كازاخستان. لعب مع نادي أستانا.

## وصلات خارجية
- رمضان كريموف على موقع الاتحاد الدولي (مؤرشف)  (الإنجليزية)
- رمضان كريموف على موقع الاتحاد الأوربي (الإنجليزية)
- رمضان كريموف على موقع قاعدة بيانات كرة القدم.إي يو (الإنجليزية)
- رمضان كريموف على موقع ناشيونال فوتبول تيمز (الإنجليزية)
- رمضان كريموف على موقع Soccerbase.com (لاعب) (الإنجليزية)
- رمضان كريموف على موقع Soccerway.com (الإنجليزية)
- رمضان كريموف على موقع عالم كرة القدم.نت (الإنجليزية)